# Revelation Records

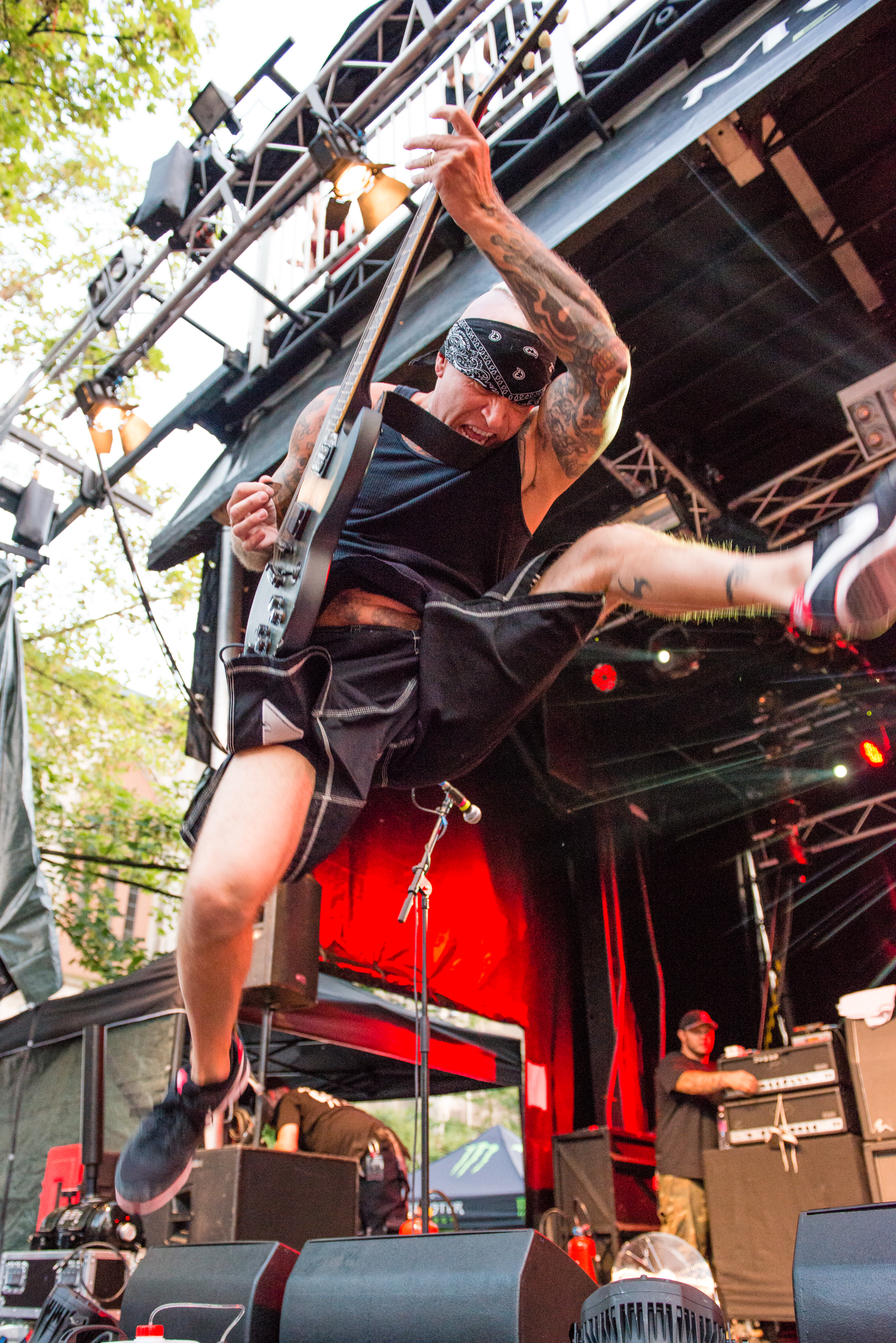
Pete Koller de Sick of It All

Revelation Records és un segell discogràfic independent enfocat principalment a la música hardcore punk. És mundialment conegut per la seva participació en l'evolució del hardcore amb sonoritats més metàl·liques cap al post-hardcore, amb la publicació de treballs de grups com Warzone, Sick of It All, Gorilla Biscuits, No For An Answer, Youth of Today, Bold, Judge, Shelter, Quicksand i Chain of Strength.
A Revelation Records se li atribueix, juntament amb els grups que va editar durant la segona meitat del 1980, el mèrit d'haver aplanat el terreny per al naixement del so youth crew, així com haver potenciat el New York hardcore, el qual va superar el buit dels grups pioners de gairebé una dècada abans, contribuint a mantenir l'estil a principis dels anys 1990. Alguns dels discos més venuts del segell foren Start Today de Gorilla Biscuits, No Spiritual Surrender d'Inside Out, i la compilació In-Flight Program.

## Història

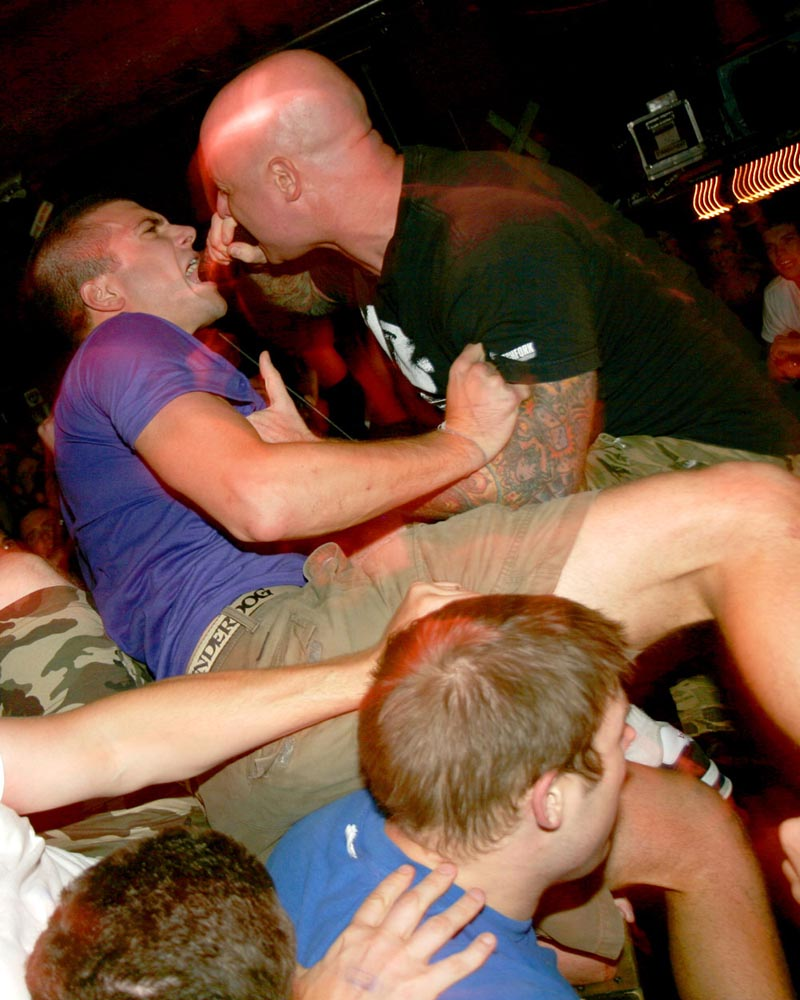
Anthony Civarelli amb Gorilla Biscuits

Revelation Records tenia al principi la seu a New Haven i actualment és a Huntington Beach. Va ser fundat el 1987 per Jordan Cooper, juntament amb Ray Cappo de Youth of Today, amb l'única intenció de produir l'EP Lower East Side Crew de Warzone. Això no obstant, el mateix any van publicar dos treballs més i la quarta edició de Can't Close My Eyes de Youth of Today, el qual havia estat publicat primer per Positive Force Records. El tres primers anys el segell publicà 23 treballs i imprimí aproximadament 50.000 discos. Des de llavors ha continuat produint una mitjana de 7-8 àlbums a l'any.
Cappo va deixar Revelation Records l'any 1988 per a centra-se amb el seu grup Shelter, així com per a començar la seva carrera com a actor a Broadway. Fundà també el seu propi segell Equal Vision Records (que després vendria al seu amic i pipa de Youth of Today, Steve Reddy), encara que els seus discos continuarien publicant-se a Revelation Records, i també a Supersoul Records.
El segell edità nombrosos discos de hardcore i metalcore durant la dècada de 1990 i els primers 2000, amb treballs notables de Damnation A.D., Will Haven, Shai Hulud, Curl Up and Die i Himsa. Amb tot, a mitjans de 2000 Revelation Records, s'havia quedat, aparentment, pel camí, amb poques edicions entre 2004 i 2006. Tanmateix, la discogràfica retornà a l'activitat anterior com a segell de hardcore de la vella escola amb la publicació de noves bandes com Down to Nothing, Shook Ones i Sinking Ships.